# Ulrike Leipold
Ulrike Leipold (* 20. Jahrhundert) ist eine deutsche Filmeditorin aus Köln.

## Leben
Ulrike Leipold wurde Anfang der 1990er Jahre als Schnitt-Assistentin tätig, nach einigen Jahren begann ihre Tätigkeit beim Filmschnitt, überwiegend fürs Fernsehen. Im Belgischen Viertel in Köln gründete sie ihr eigenes Avid-Schnittstudio. Insgesamt wirkte sie bei mehr als 65 Produktionen mit.

## Filmographie (Auswahl)
- 1993: Leni
- 1994–1995: Hallo, Onkel Doc! (Fernsehserie, 6 Folgen)
- 1998: Freundinnen & andere Monster
- 2000–2004: SK Kölsch (Fernsehserie, 5 Folgen)
- 2002: Einsatz in Hamburg – Stunde der Wahrheit
- 2003: Gott ist tot
- 2003: Denninger – Unter Haien
- 2005: Zeit der Wünsche
- 2006: SOKO Rhein-Main (Fernsehserie, 5 Folgen)
- 2007: Tatort: Die Blume des Bösen
- 2007: Oh Tannenbaum
- 2008: Der Mann an ihrer Seite
- 2008: Rennschwein Rudi Rüssel (Fernsehserie, 7 Folgen)
- 2009: Zwölf Winter
- 2009: Tatort: Tempelräuber
- 2010: Liebe und andere Delikatessen
- 2010: Undercover Love
- 2011: Tatort: Herrenabend
- 2011: Freilaufende Männer
- 2011: Jede Menge Ehe
- 2012: Idiotentest
- 2013–2020: Sekretärinnen – Überleben von 9 bis 5 (Fernsehserie, 6 Folgen)
- 2015: Weihnachts-Männer
- 2015: Tag der Wahrheit
- 2015: Club der roten Bänder (Fernsehserie, 3 Folgen)
- 2015: Von glücklichen Schafen
- 2017: Nackt. Das Netz vergisst nie.
- 2017: Sechs Richtige und Ich
- 2018: Billy Kuckuck – Margot muss bleiben!
- 2019: SOKO Köln (Fernsehserie, 4 Folgen)
- 2019: Väter allein zu Haus: Gerd (Fernseh-Minireihe, Film 1)
- 2019: Väter allein zu Haus: Mark (Film 2)
- 2019: Die Füchsin: Im goldenen Käfig
- 2021: Väter allein zu Haus: Timo (Film 3)
- 2021: Tatort: Der Reiz des Bösen
- 2022: Nächste Ausfahrt Glück – Der richtige Vater
- 2022: Nächste Ausfahrt Glück – Song für die Freiheit
- 2022: Horst Lichter – Keine Zeit für Arschlöcher
- 2022: Das weiße Schweigen
- 2023: Nächste Ausfahrt Glück – Familienbesuch
- 2023: Nächste Ausfahrt Glück – Katharinas Entscheidung
- 2023: Ein Regenbogen zu Weihnachten
- 2023: Doktor Ballouz (Fernsehserie, 3 Folgen)
- 2024: Neuer Wind im Alten Land: Beke wirbelt auf
- 2024: Neuer Wind im Alten Land: Gestrandet
- 2024: Rosamunde Pilcher: Verliebt in einen Butler
- 2025: Dr. Nice (Fernsehserie, 4 Folgen)